# Genoa (Nevada)
Genoa fue el primer asentamiento permanente de la zona que hoy ocupa el estado de Nevada (Estados Unidos), y fue establecido en 1850. Su población estimada en 2005 era de 248 habitantes. Se sitúa en el Valle de Carson, aproximadamente 100 km al sur de la ciudad de Reno.
Los primeros que se asentaron en Genoa fueron mormones de Utah en junio de 1850. Construyeron allí un fuerte, pero lo vendieron a un ranchero en 1854. La ciudad se jacta de albergar el primer hotel, el primer periódico y el primer tribunal de Nevada. A eso hay que sumarle el primer bar del estado, el Genoa Bar, que fue frecuentado por Mark Twain, Teddy Roosevelt y Johnny Cash y se usó en las películas de John Wayne y Clint Eastwood. Fue la primera capital del Territorio de Nevada en 1861.
Gran parte de Genoa, incluido el fuerte, la estación y el hotel, fue destruida en un incendio en 1910, aunque se construyó una réplica del fuerte en 1947. Todos los años, desde 1919, se celebra un festival conocido como The Candy Dance (La Danza de los Caramelos), en el que se venden caramelos, comida y manualidades para mantener al gobierno municipal. Se suele celebrar el último fin de semana de septiembre. En el cementerio de Genoa yacen numerosos pioneros, como Snowshoe Thompson, su mujer y su hijo.
Un kilómetro y medio al sur de Genoa se encuentra el Walley Resort, un famoso balneario de aguas termales construido en 1863.
El acento de Genoa recae en la segunda sílaba, ge-NO-a.